# Codex Ingeram
Le codex Ingeram, également appelé Codex Cotta du nom de l'un de ses anciens propriétaires, est un armorial du Saint-Empire commandé par le duc autrichien Albert VI, daté de 1459. Il est maintenant en possession de la collection du musée d'Histoire de l'art de Vienne sous le numéro d'inventaire A 2302. Parmi ses auteurs, seul Hans Ingeram (de) a survécu à travers son nom.

## Structure du Codex
Le codex se présente sous une reliure en cuir marron clair avec une étroite bande décorative sur le bord et la date « 1459 » au centre et l'ouvrage est conservé dans un étui en carton collé marron et vert de ton clair avec imprimées dessus les armoiries de la famille de l'ancien propriétaire Johann Friedrich Cotta. Ses dimensions sont de 362 mm de hauteur et 262 mm de largeur. Le codex a été relié plusieurs fois, le plus récemment au début du XIXe siècle lorsqu'il était en possession de Cotta. Le codex se compose de 142 feuilles de papier paginées. Les armoiries sont représentées par groupes de six, quatre et trois blasons. Il existe également des armoiries individuelles pour des personnes importantes. Il y a aussi des figures féminines comme porte-drapeaux, deux figures équestres et trois portraits comme page d'introduction à la noblesse. Les portraits montrent chacun le duc Albert VI, le frère de l'empereur Frédérique III, et la femme d'Albert, Mathilde du Palatinat. Un troisième portrait montre Hans Ingeram en tant que poursuivant d'armes de la noblesse avec un blason "D'or au chef émanché de trois pièces de gueules, trois étoiles à six branches du même placées en 2 et 1". Sur le casque avec des couvertures rouges et or un vol fermé avec les armoiries."
Lors de la dernière reliure, des bandes de marge ont été ajoutées aux feuilles originales pour les amener à une taille uniforme de 351 par 256 mm. Cette reliure adhère à une pagination déjà présente sur les papiers originaux, réalisée à l'encre noire. Cependant, ce nouveau format de pagination contredit le lien factuel entre les armoiries et un feuilletage plus ancien à l'encre brun rougeâtre, qui a été exécuté en chiffres latins. Cette pagination date du XVe siècle mais ne correspond pas non plus à l'agencement d'origine. En fait, le codex est une compilation des œuvres de plusieurs auteurs, qui étaient déjà réunies ensembles au XVe siècle. Cela peut être prouvé à la fois en termes de style et de support utilisé. À l'exception des feuilles 28 à 82, qui sont attribuées à un soi-disant Exempla meister, toutes les autres feuilles portent des filigranes, pour la plupart des variantes d'une tête de taureau, qui sont attribuées à des papiers issus de la ville de Constance et de la petite ville d'Engen, selon leur nombre de briquettes. Becher/Gamber distinguent six parties basées sur l'ancienne pagination en chiffres latins :
- Les terres de la maison d'Autriche et de la noblesse autrichienne (I-X, XI est vide)
- Les armoiries des Exempla (XII-XVII)
- Les armoiries des charges et dignités (XVIII-XXVII)
- Fragments d'un armorial européen (XXVIII-XXXV)
- Les armoiries de la maison d'Autriche incluant les confédérés apostats (XXXVI-XXXIX. XL est vide)
- Les armoiries des sociétés nobles (XLI-CXXXIV)

Dans leur édition, Becher/Gamber ont regroupé les armoiries dans un nouvel ordre, qui à son tour, a suscité des critiques. Andreas Ranft a souligné qu'ils décrivaient la société franconienne des ours comme une société bavaroise et que la représentation de la société des licornes contenait principalement des armoiries de la noblesse bavaroise locale. Dans cette partie du codex, on peut constater que les feuilles sont très endommagées et supposer que plusieurs feuillets ont été perdus.

## Analyse des artistes
Becher/Gamber identifient un style personnel dans l'autoportrait d'Ingeram, sur lequel, selon le texte qui l'accompagne, il s'identifie comme le créateur du livre armorié : "... des coups vifs et agités, la représentation quelque peu en lambeaux du casque mince couvertures, le grand rendu des cimiers, la lumière, la longueur de ses figures élégantes, les tons clairs de son aquarelle. ».
Ils attribuent donc les première et sixième parties à Hans Ingeram pour l'essentiel. Cependant, il s'est également appuyé sur du matériel déjà disponible. Les armoiries de la « Gesellschaft zum Leitbracken » ne viennent pas de lui, à l'exception du porte-étendard. Ici, des blocs d'impression donnés ont été utilisés comme modèles et peints. Dans sa propre société, la "Société à l'âne", il s'est également appuyé sur du matériel déjà existant, datant peut-être de 1440. Un dernier groupe, qui présente déjà l'ancienne foliation en chiffres romains, représente un corps totalement étranger. Le groupe casque (LV-LVIII, ancienne foliation ; ou 114-119, nouvelle foliation) n'entre pas dans le schéma des sociétés de tournoi. Les armoiries du métier de peintre sont répertoriées comme les dernières armoiries. Ce groupe est daté de 1475-80.
Les parties deux à cinq ne sont pas d'Ingeram. Ils sont conservés dans des couleurs opaques aux contours calmes et fermes. Le premier groupe représente la représentation de ce que l'on appelle les "Exempla", qui sont fermement ancrées dans la pensée médiévale. Ce sont parfois des blasons fantastiques de personnes considérées comme exemplaires en bien ou en mal :
- Trois des trente héros de David[9]
- Les trois Rois mages
- Les trois meilleurs Juifs : Judas Maccabée, Josué, David
- Les trois premiers païens : Alexandre le Grand, Jules César, Hector de Troie
- Les trois meilleurs chrétiens : Charlemagne, le roi Arthur, Godefroy de Bouillon
- Les trois princes les plus indulgents : Magnus, roi de Suède, le duc Léopold VI, le Glorieux, d'Autriche, le landgrave Hermann de Thuringe
- Les trois tyrans maléfiques : Nabuchodonosor, Antiochus Epiphane, Néron
- Les trois patients : le roi Alphonse X, le sage de Castille, Job, saint Eustache
- Les trois rois oints : Roi de France, Roi de Danemark, Roi de Hongrie
- Les trois familles nobles : Louis XI comme Dauphin, Ladislas Ier le Saint, roi de Hongrie, le duc Otton III de Brunswick

Cette dernière mention suggère que le modèle de l'Exempla a été créé entre 1330 et 1352 pour Otto von Braunschweig. Le titre du Dauphin indique que cette copie du XVe siècle a été réalisée avant 1461, année du sacre de Louis XI.
La troisième partie suivante a également été réalisée par le maître d'Exempla. Il suit un modèle qui ne peut avoir été créé qu'après la bulle d'or de l'empereur Charles IV de 1356, puisqu'il suit l'ordre des offices et dignités du Saint Empire romain qui y est énoncé. Armoiries du pape Calixte III limite la date d'origine aux années 1455 à 1458.
La quatrième partie, dans le même style, représente un livre d'armoiries européennes incomplet, seules les armoiries de la Bourgogne, précédées des armoiries de Philippe le Bon, sont complètes. Les armoiries de l'Angleterre et de l'Italie sont très incomplètes.
La cinquième partie présente à nouveau, maintenant du point de vue du maître exemplaire, les armoiries personnelles du duc Albert VI. À des fins de datation, il est intéressant ici qu'Albert, par l'intermédiaire de sa grand-mère Viridis Visconti, ait revendiqué en 1447 le duché de Milan après la mort des Visconti dans sa lignée masculine. Les armoiries des confédérés et la plainte concernant leur défection de la maison de Habsbourg sont également remarquables.
Le codex est donc l'œuvre de deux maîtres qui ont créé leurs livres armoriaux individuels à peu près au même moment : Ingeram entre 1452 et 1459 et le « Maître Exempla » entre 1452 et 1458.

## Histoire de sa propriété
Les deux maîtres constituent leurs armoriaux avec des représentations dédiées au duc Albert VI. Il doit donc sans doute en avoir été le tout premier propriétaire. Après sa mort, ils sont devenus la possession du frère d'Albert, l'empereur Frédéric III. Ceci est souligné par les armoiries de l'impératrice Éléonore, ajoutées à titre posthume en 1471.
La marque de propriété du roi Vladislas IV de Bohême et de Hongrie - un W couronné - montre que les livres étaient en sa possession. Il l'a probablement repris de son prédécesseur Matthias Corvin, qui l'a peut-être obtenu lors de la prise de Vienne en 1485. La marque de propriété est à la même encre rouge que la pagination en chiffres romains. On peut donc supposer qu'après 1490, les livres ont été combinés en un codex commun.
L'indice suivant sur l'endroit où se trouvait le codex sont deux blasons insérés plus tard pour les légats cardinaux au Reichstag à Ratisbonne, Gasparo Contarini et son frère Francesco. Le texte d'accompagnement fait expressément référence au Reichstag, on peut donc supposer que le codex se trouvait à Ratisbonne vers 1541 - peut-être la propriété du héraut du lieu. Ce sont les derniers ajouts d'armoiries au codex.
Un document daté du 20 mars 1751 fournit une preuve supplémentaire de la localisation du codex. La chancellerie des comtes Löwenstein-Wertheim confirme l'exactitude d'un extrait du livre des armoiries d'Ingeram. L'ordre de l'énumération indique qu'à cette époque l'armorial suivait déjà dans la pagination qui est encore en usage aujourd'hui. Les deux comtes, Johann Ludwig Vollrath von Loewenstein-Wertheim (1705–1790) et Friedrich Ludwig von Loewenstein-Wertheim (1706–1796) étaient mariés à des comtesses de la famille Erbach-Erbach (de), connue comme collectionneur.
Au début du XIXe siècle, le codex appartenait à l'éditeur Johann Friedrich Cotta. Il fit relié l'ouvrage, mais conserva la pagination existante. Georg Freiherr von Cotta a vendu l'œuvre en 1929. Le dernier propriétaire privé était Heinrich Höfflinger (de), auprès de qui le Musée d'histoire de l'art de Vienne a acquis l'œuvre en 1971.

Pages du Codex
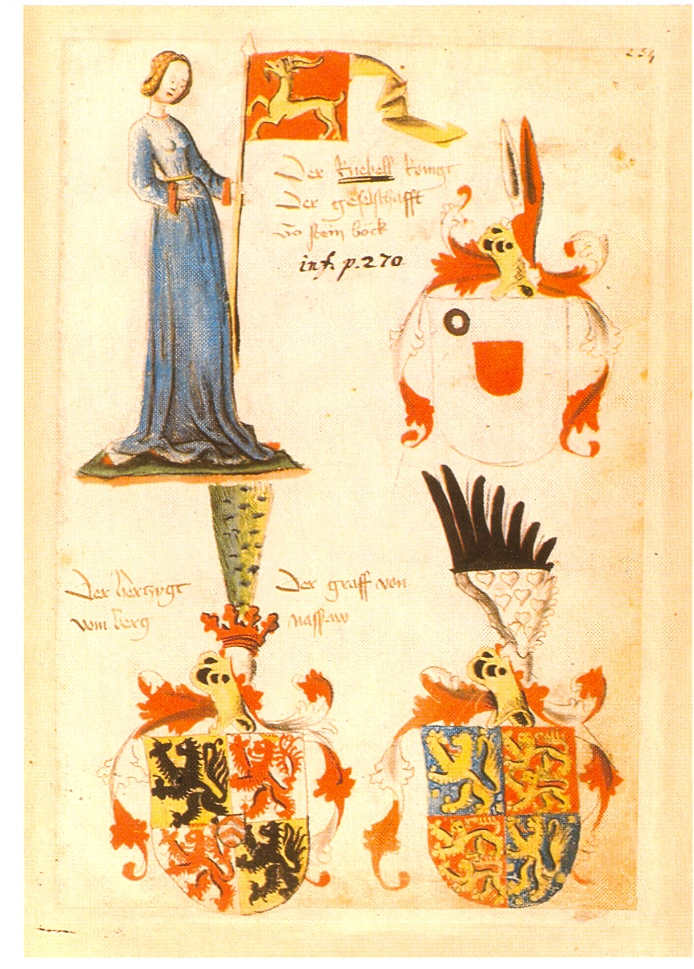
La société du Capricorne du Rhin.
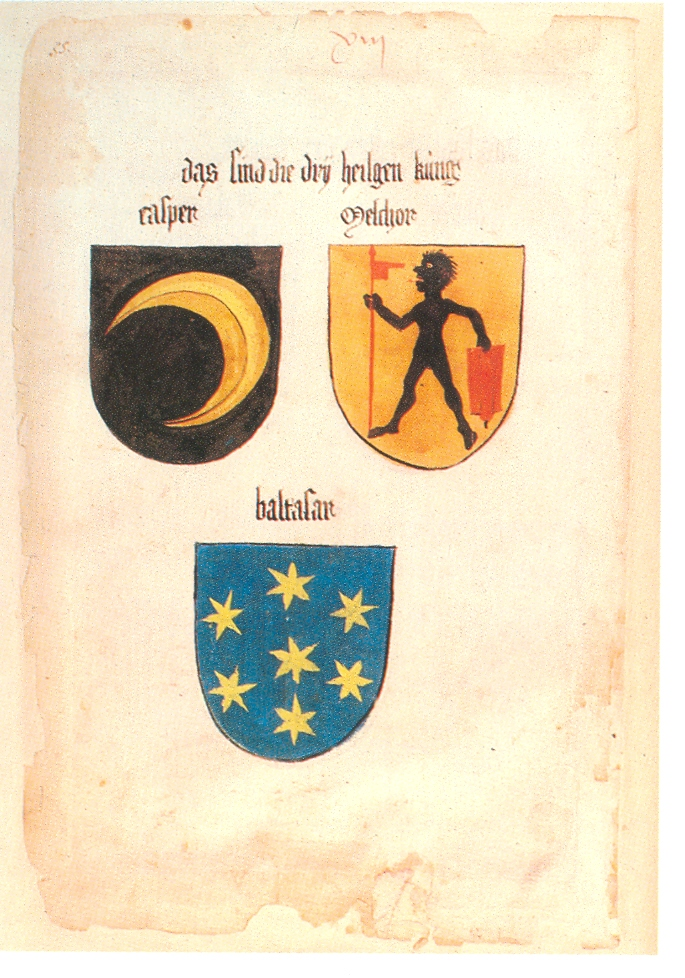
L'Exampla : les armoiries des trois rois mages.
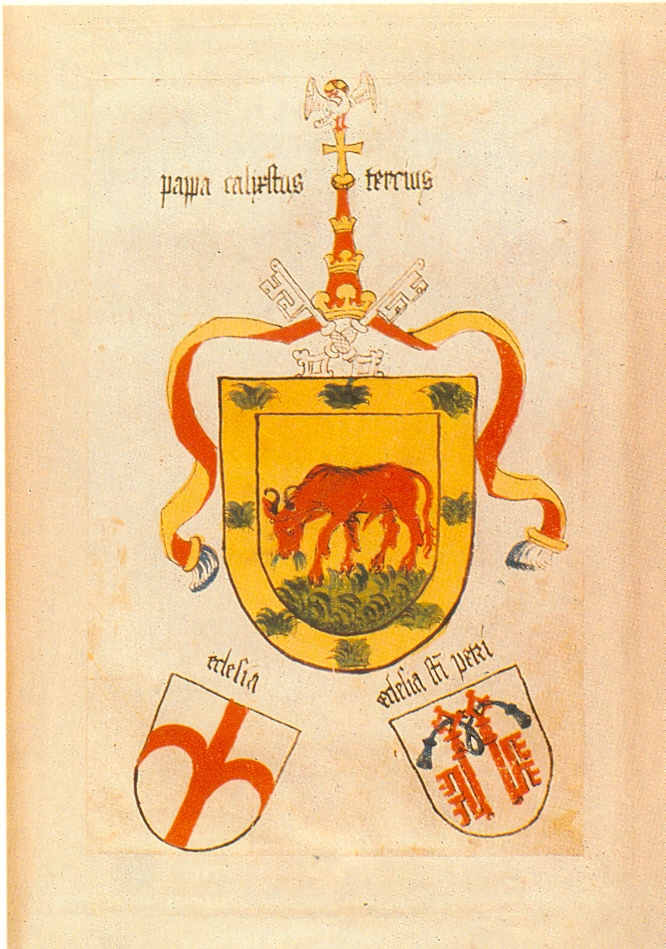
Blason du pape Calixte III (1455–1458).
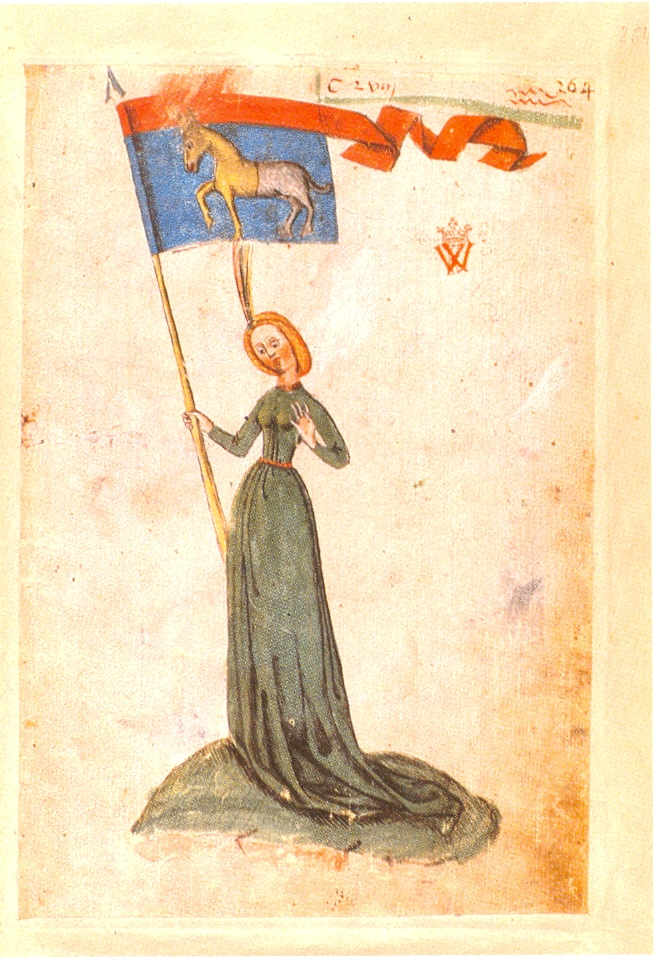
Vierge à la Bannière du "Bas Ane". À côté, un W couronné, indiquant la propriété du roi Vladislas IV de Bohême (régnant de 1490 à 1516).